# Куртийя, Жак
Жак Куртийя (фр. Jacques Courtillat, р. 8 января 1943) — французский фехтовальщик-рапирист, призёр чемпионатов мира и Олимпийских игр, чемпион Франции.

## Биография
Родился в 1943 году в Мелёне. В 1960 году принял участие в Олимпийских играх в Риме, но неудачно. В 1961 году стал серебряным призёром чемпионата мира среди юниоров. В 1962 году стал чемпионом мира среди юниоров, а на чемпионате мира среди юниоров 1963 года стал обладателем бронзовой медали.
В 1963 году стал обладателем бронзовой медали чемпионата мира. В 1964 году стал чемпионом Франции, а на Олимпийских играх в Токио завоевал бронзовую медаль. В 1965 году опять стал бронзовым призёром чемпионата мира.